# Henry Billings Brown

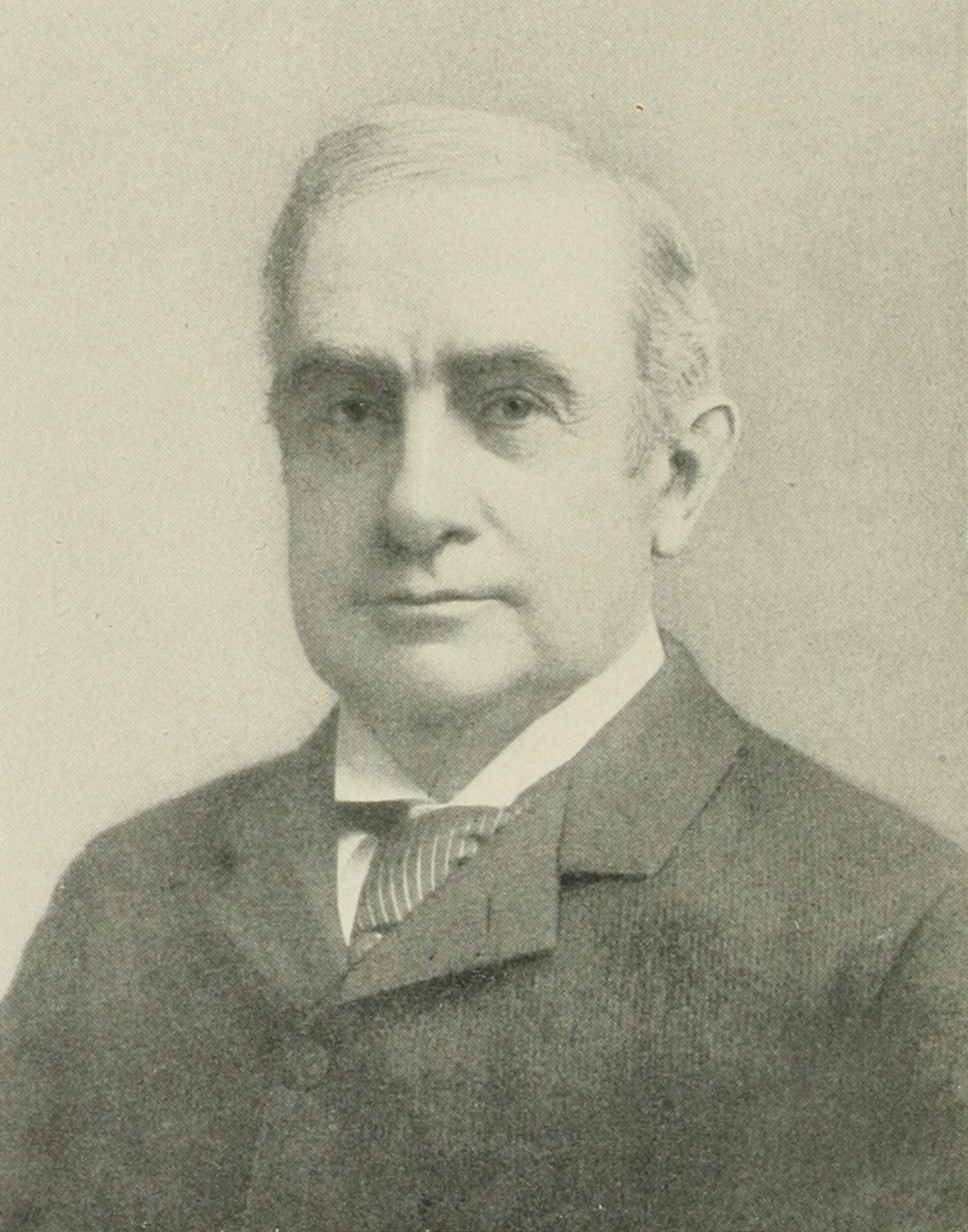
Henry Billings Brown (1899)

Henry Billings Brown (* 2. März 1836 in Lee, Massachusetts; † 4. September 1913 in Bronxville, New York) war ein US-amerikanischer Jurist, der unter anderem mehrere Jahre Richter am Obersten Gerichtshof der USA (US Supreme Court) war.

## Leben

### Studium und Aufstieg zum Bundesrichter
Brown, dessen Vater Billings Brown Fabrikant und Mitglied im Repräsentantenhaus von Massachusetts war, studierte nach dem Schulbesuch zunächst an der Yale University und schloss diese 1856 ab. Danach absolvierte er ein postgraduales Studium der Rechtswissenschaften an den Law Schools der Yale University sowie der Harvard University und erhielt im Anschluss die anwaltliche Zulassung im Bundesstaat Michigan. 
1863 wurde er nach mehrjähriger Tätigkeit als Rechtsanwalt zum stellvertretenden US Attorney von Detroit und übte dieses Amt bis 1864 aus. Nachdem er wiederum einige Jahre als Anwalt gearbeitet hatte, wurde er 1878 Richter für den Gerichtsbezirk von Wayne County. Zwischen 1875 und 1890 war Brown, der auch Mitglied des Cosmos Club in Washington, D.C. und des exklusiven Country Clubs in Chevy Chase war, Richter am US District Court für den Ost-Bezirk von Michigan.

### Richter am US Supreme Court
Nach dem Tode von Samuel Freeman Miller am 13. Oktober 1890 wurde er von US-Präsident Benjamin Harrison zu dessen Nachfolger als Beigeordneter Richter am Obersten Gerichtshof der USA berufen und trat sein Amt offiziell am 5. Januar 1891 an. Das Amt des Associate Judge bekleidete er bis zum 28. Mai 1906 und wurde anschließend von William H. Moody abgelöst. Nach seinem Tod wurde er auf dem Elmwood Cemetery in Detroit beigesetzt.
Während seiner Zugehörigkeit zum US Supreme Court wirkte er an folgenden bedeutenden Entscheidungen mit:
- In dem Verfahren Pollock v. Farmers' Loan & Trust Co. (1895) hatte der Oberste Gerichtshof über das durch das Wilson–Gorman Tariff Act eingeführte Einkommensteuergesetz von 1894 (Income Tax Act of 1894) zu entscheiden. Das Gericht entschied, dass die durch dieses Gesetz eingeführten nicht Einkommensteuern auf Zinsen, Dividenden und Mieten direkte Steuern sind und dass das Gesetz gegen die Verfassung der Vereinigten Staaten verstieße, da deren Erhebung in den Bundesstaaten proportional zur Bevölkerung durchgeführt werden müsse.[1][2]
- In dem Verfahren Plessy v. Ferguson (1896) hatte das Gericht darüber zu entscheiden, ob ein Gesetz des Staates Louisiana, das getrennte Abteile für Bürger weißer und schwarzer Hautfarbe in Eisenbahnzügen vorschrieb, gegen die US-Verfassung verstieße. Es verneinte dies in einer von Brown verfassten Urteilsbegründung mit 7 zu 1 Richterstimmen und erklärte damit die Bereitstellung getrennter Einrichtungen für Weiße und Schwarze unter bestimmten Voraussetzungen für zulässig. Durch dieses Urteil wurde damit de facto das Prinzip Separate but equal, also „Getrennt aber gleich“, als Basis der Rassentrennung in den Südstaaten etabliert. John Marshall Harlan vertrat eine Mindermeinung gegen diese Grundsatzentscheidung. Die Entscheidung Plessy v. Ferguson wurde erst 1954 durch das Urteil im Fall Brown v. Board of Education wieder aufgehoben.
- In dem Verfahren Lochner v. New York (1905) ging es um die Verfassungsmäßigkeit einer Arbeitszeitregelung für Bäcker im Bundesstaat New York auf sechzig Wochenarbeitsstunden. In einer knappen 5 zu 4–Entscheidung entschied der Supreme Court, dass die New York Regelung der Arbeitsstunden eine ungerechtfertigte Beschränkung des Rechts auf freien Vertragsschluss darstellen würde und somit gegen den 14. Zusatzartikel zur US-Verfassung verstoßen würde. Brown schloss sich der Mehrheitsmeinung an, die von Rufus Wheeler Peckham formuliert wurde. Drei Jahre später und damit zwei Jahre nach Browns Ausscheiden entschied das Gericht in dem Verfahren Muller v. Oregon (1908), dass die in dem Arbeitszeitgesetz Oregons enthaltenen Bestimmungen zur Beschränkung der Arbeitszeit von Frauen nicht gegen den 14. Zusatzartikel zur US-Verfassung verstoßen würde, weil die Einschränkung durch das starke staatliche Interesse am Schutz der weiblichen Gesundheit gerechtfertigt sei.

## Veröffentlichungen
- The twentieth century, 1895